# Clachnacuddin F.C.
Clachnacuddin Football Club là đội bóng chuyên nghiệp bán thời gian đến từ thành phố Inverness hiện tại đang thi đấu ở Scottish Highland Football League.
Clachnacuddin vô địch nhiều danh hiệu Highland Football League nhất trong lịch sử giải đấu với 18 lần tất cả. Sân nhà của đội là Grant Street Park ở vùng Merkinch của thành phố. Họ cũng có một hệ thống trẻ gồm các đội từ đội sơ cấp đến U19.
Câu lạc bộ có đội dự bị đang chơi ở North Caledonian Football League nhưng đã rút lui từ đầu mùa giải 2014–15.
Đội bóng được thành lập năm 1885 và có biệt danh Lilywhites (do có áo sọc trắng) hoặc Clach. Tên của đội là tiếng Scots Gaelic và có nghĩa là hòn đá của bồn tắm, liên quan đến một danh thắng của thành phố.
Là một đội chuyên nghiệp với sân vận động được chấp nhận nên họ được quyền tham gia Scottish Cup.

## Đội hình chính
Tính đến 16 tháng 1 năm 2016
Ghi chú: Quốc kỳ chỉ đội tuyển quốc gia được xác định rõ trong điều lệ tư cách FIFA. Các cầu thủ có thể giữ hơn một quốc tịch ngoài FIFA.
| Số | VT | Quốc gia | Cầu thủ          |
| -- | -- | -------- | ---------------- |
| —  | TM | Scotland | Aidan MacDonald  |
| —  | TM | Scotland | Dylan McLean     |
| —  | TM | Scotland | John Campbell    |
| —  | HV | Scotland | Alan MacPhee     |
| —  | HV | Scotland | David McGurk     |
| —  | HV | Scotland | Dougie MacLennan |
| —  | HV | Scotland | Jamie Doran      |
| —  | HV | Scotland | Matthew Grant    |
| —  | HV | Scotland | Michael Finnis   |
| —  | HV | Scotland | Ryan MacDonald   |
| —  | HV | Scotland | Scott MacLean    |
| —  | HV | Scotland | Sean Fitzpatrick |

| Số | VT | Quốc gia | Cầu thủ           |
| -- | -- | -------- | ----------------- |
| —  | TV | Scotland | Blair Lawrie      |
| —  | TV | Scotland | Conor MacPhee     |
| —  | TV | Scotland | Martin Callum     |
| —  | TV | Scotland | Ross Grant        |
| —  | TV | Scotland | Scott Morrison    |
| —  | TV | Scotland | Sean Ellis        |
| —  | TĐ | Scotland | Daniel McLennan   |
| —  | TĐ | Scotland | Gordon Morrison   |
| —  | TĐ | Scotland | Ian Penwright     |
| —  | TĐ | Scotland | Scott Davidson    |
| —  | TĐ | Scotland | Scott Graham      |
| —  | TĐ | Scotland | Stefan MacRitchie |

## Danh hiệu
- Highland League:
  - Vô địch (18): 1894–95, 1896–97, 1897–98, 1900–01, 1902–03, 1903–04, 1904–05, 1905–06, 1907–08, 1911–12, 1920–21, 1921–22, 1922–23, 1923–24, 1938–39, 1947–48, 1974–75, 2003–04
- Scottish Qualifying Cup (North):
  - Vô địch (6): 1934–35, 1938–39, 1947–48, 1973–74, 1974–75, 1998–99
  - Á quân (6): 1946–47, 1949–50, 1951–52, 1952–53, 1964–65, 2003–04
- Highland League Cup:
  - Vô địch (5): 1947–48, 1950–51, 1981–82, 2003–04, 2013–14
- North of Scotland Cup:
  - Vô địch (22): 1894–95, 1895–96, 1897–98, 1899–1900, 1902–03, 1903–04, 1905–06, 1906–07, 1919–20, 1920–21, 1922–23, 1937–38, 1939–40, 1946–47, 1947–48, 1948–49, 1949–50, 1953–54, 1964–65, 1979–80, 1992–93, 2001–02
- Inverness Cup:
  - Vô địch (14): 1897–98, 1900–01 1903–04, 1904–05, 1906–07, 1909–10, 1919–20, 1921–22, 1923–24, 1928–29, 1929–30, 1936–37, 1951–52, 1952–53

## Kỉ lục
- Kỉ lục số khán giả xem trận đấu: 8,850 với St Johnstone, 17 tháng 1 năm 1948